# Carex gracillima
Carex gracillima är en halvgräsart som beskrevs av Ludwig David von Schweinitz. Carex gracillima ingår i släktet starrar, och familjen halvgräs. Inga underarter finns listade i Catalogue of Life.

## Bildgalleri

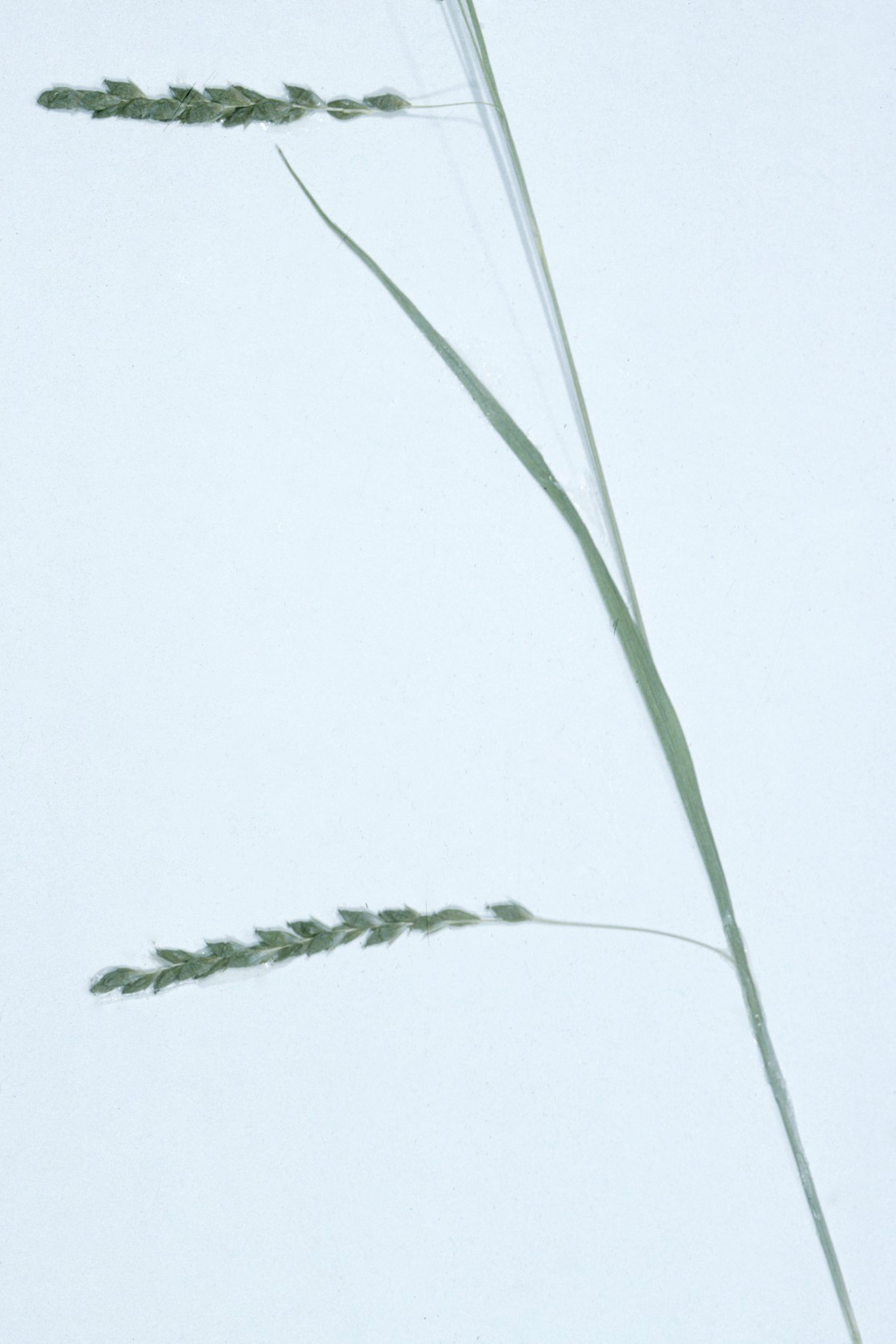